# Fredrik Liverstam
Fredrik Liverstam (sinh ngày 4 tháng 3 năm 1988) là một cầu thủ bóng đá người Thụy Điển thi đấu cho Helsingborgs IF ở vị trí hậu vệ.